# مانلیو د آنجلیس
مانلیو د آنجلیس (ایتالیایی: Manlio De Angelis؛ ‏ ۹ ژانویهٔ ۱۹۳۵ – ۳ ژوئیهٔ ۲۰۱۷) بازیگر، صداپیشه و مدیر دوبلاژ اهل ایتالیا بود. وی بین سال‌های ۱۹۶۰ تا ۲۰۱۷ میلادی فعالیت می‌کرد.
وی دوبلور ایتالیایی آلن آرکین، ریچارد درایفس و جو پشی است.
از فیلم‌هایی که وی در آن‌ها نقش داشته است، می‌توان به زن، سکس و سوپرمن اشاره نمود.